# Taeniolabis
Taeniolabis là một loài động vật có vú trong họ thú Multituberculata đã tuyệt chủng từ thế Paleocen ở Bắc Mỹ. Đây là loài thú lớn nhất được biết đến trong nhóm loài Multituberculata đã tuyệt chủng, cũng như động vật có vú không phải là động vật vú theria lớn nhất. Về tầm vóc ước tính, loài Taeniolabis taoensis có thể vượt quá cân nặng 100 kg. Loài này có cái sọ dài 6 inch (15 cm). Đó là một loài vật thực sự nặng ký; loài sinh vật lớn nhất được biết đến nhiều nhất, loài sinh vật này to lớn như con hải ly khổng lồ.

## Phân loại
Loài này được phân lớp xếp loại trong bộ Cimolodonta và là một thành viên của siêu họ Taeniolabidoidea. Chi này được Edward Drinker Cope đặt tên vào năm 1882. Loài cũng được xếp chung với Catopsalis và Polymastodon. Các loài Taeniolabis lamberti được đặt tên bởi N.B. Simmons vào năm 1987. Nó đã được tìm thấy trong Puquet (Paleocen) của Montana. Nó không phải là khá lớn như T. taoensis, nhưng vẫn là một kích thước to lớn cho một loài thuộc nhóm Multituberculata.
Các loài Taeniolabis taoensis được đặt tên bởi Cope E.D. vào năm 1882. Nó còn được biết đến với tên khác nhau như Catopsalis pollux (Cope, 1882); Polymastodon attenuatus (Cope, 1885); P. latimolis Cope, 1885; P. selenodus Osborn H.F. và Earle C., 1895; P. taoensis (Cope, 1882); T. attetuatus; T. scalper (Cope 1884); T. sulcatus (Cope 1882a); T. triserialis (Granger & Simpson, 1929). Chúng được tìm thấy trong sự hình thành Nacimiento của Puercan Age of New Mexico và Wyoming và trong sự hình thành Ravenscrag của Saskatchewan. 